# Batalha de Marsa Matruh
A Batalha de Marsa Matruh ocorreu no Norte de África, durante a Segunda Guerra Mundial.

## História
Depois da conquista de Tobruk, Rommel resolveu lançar-se imediatamente em perseguição das forças derrotadas do VIII Exército britânico. A 22 de junho de 1942, ordenou às unidades do Afrika Korps e ao XX Corpo Mecanizado italiano que se pusessem em marcha para a fronteira egípcia. A 23 de junho as forças germânicas e italianas cruzaram a fronteira e avançaram rapidamente, perseguindo as tropas do General Ritchie, que decidira sustentar uma batalha decisiva em defesa do canal de Suez, entrincheirando as suas tropas na Fortaleza de Marsa Matruh.
O General Auchinleck, comandante-em-chefe das forças britânicas no Oriente Médio, não estava de acordo com esse plano, e ordenou que se acelerasse a construção da linha fortificada de El Alamein, onde pretendia enfrentar a investida de Rommel sem correr o perigo de ser envolvido pelo sul, por uma manobra de flanqueio. A rápida penetração de Rommel, contudo forçou os ingleses a combater em Marsa Matruh. Auchinleck transportou-se então para a frente de combate e, substituindo Ritchie no comando, emitiu ordem para a retirada das forças para El Alamein, caso a batalha se desenrolasse desfavoravelmente.
A 26 de junho de 1942, Rommel atacou, lançando o "Afrika Korps" através do centro das linhas inglesas. A 90ª Divisão Leve e as unidades italianas giraram para o norte e envolveram pela retaguarda Marsa Matruh. As 15ª e 21ª divisões Panzer deslocaram-se para o sul e cercaram a divisão neozelandesa, comandada pelo General Fryberg. A 1ª Divisão Blindada britânica empreendeu acelerada retirada, fato que precipitou a sorte da batalha. Lutando encarniçadamente, os neozelandeses conseguiram escapar da armadilha e retiraram-se para El Alamein. Rommel, então, investiu sobre Marsa Matruh e, a 29 de junho, conseguiu apoderar-se da fortaleza, embora não tenha conseguido impedir que a sua guarnição abrisse passagem para o leste.